# 1980年レークプラシッドオリンピックのカナダ選手団
1980年レークプラシッドオリンピックのカナダ選手団（1980ねんレークプラシッドオリンピックのカナダせんしゅだん）は、1980年2月13日から2月24日まで、アメリカ合衆国ニューヨーク州のレークプラシッドで開催された1980年レークプラシッドオリンピックのカナダ選手団、およびその競技結果。

## 概要
今大会は銀メダル1個、銅メダル1個の合計2個のメダルを獲得した。

## メダル
| メダル | 選手名                     | 競技             | 種目      |
| ------ | -------------------------- | ---------------- | --------- |
| 銀     | ゲータン・ブシェ           | スピードスケート | 男子1000m |
| 銅     | スティーヴ・ポドボルスキー | アルペンスキー   | 男子滑降  |